# Đovani Roso
Đovani Roso, (hebrejski: ג'ובאני רוסו) (Split, 17. studenoga 1972.), bivši je hrvatski nogometaš.

## Klupska karijera
Nakon igranja u Zadru i Zagrebu od 1992. do 1996. godine seli u izraelsku ligu gdje provodi sljedećih 12 godina nastupavši za petoro prvoligaša, od toga najviše za Maccabi iz Haife. Ubrzo postaje miljenik igrača i jedan od najcjenjenijih stranaca lige ikada, odvevši Maccabi i do Lige prvaka. 
Nakon druge, manje uspješne, epizode u Maccabiju, vraća se u 1. HNL. Novo odredište bilo mu je splitski Hajduk. Već tijekom ljetnih priprema ozljeđuje leđa, zbog čega odlazi na operaciju koja mu uskraćuje igranje nogometa cijelu jesensku polusezonu. Njegov službeni debi time je prolongiran do drugog dijela sezone. 

## Reprezentativna karijera
Čim je dobio izraelsko državljanstvo imao je ponudu igrati za izraelsku reprezentaciju, ali kad je dobio poziv od HNS-a, pridružio se hrvatskoj reprezentaciji za koju je nastupao na Euru 2004. godine. Za hrvatsku nogometnu reprezentaciju odigrao je 19 utakmica i postigao jedan pogodak. 

## Zanimljivosti
- Iako je njegovo službeno ime koje koristi u svim dokumentima Đovani Roso (prezime s jednim "s" je nosio i na dresu na Europskom prvenstvu u Portugalu 2004.), u medijima se uglavnom koristi talijanska verzija njegovog imena Giovanni Rosso.